# Aleksandr Slepkow
Aleksandr Nikołajewicz Slepkow (ros. Алекса́ндр Никола́евич Слепко́в, ur. 1899 w Riazaniu, zm. 26 maja 1937 w Moskwie) – radziecki dziennikarz i działacz partyjny. Członek frakcji Nikołaja Bucharina w RKP(b)/WKP(b), usunięty z życia politycznego, a następnie policyjnie represjonowany po zwycięstwie Józefa Stalina w walkach frakcyjnych w WKP(b) w 1929/1930.

## Życiorys
W 1917 kierował grupą komunistyczną, został aresztowany na Łotwie za działalność antypaństwową, w 1918 zwolniony. Od 1919 był członkiem RKP(b), w 1921 ukończył Uniwersytet Komunistyczny im. Jakowa Swierdłowa, a 1924 Instytut Czerwonej Profesury, potem wykładał w Komunistycznym Uniwersytecie, 1924-1928 pracował w gazecie „Prawda” i piśmie „Bolszewik”. Zwolennik Nikołaja Bucharina, należał do grupy tzw. czerwonych profesorów. Był instruktorem odpowiedzialnym i kierownikiem agitacji i propagandy Komitetu Wykonawczego Kominternu (IKKI). Od 1925 redaktor naczelny „Komsomolskiej prawdy”. W 1928 występował przeciwko linii Stalina odejścia od polityki NEPu, popierając Bucharina. W 1928 przeniesiony do Kraju Środkowo-Wołżańskiego jako kierownik wydziału agitacji i propagandy Komitetu Krajowego WKP(b). Po porażce frakcji Bucharina w walce o władzę w WKP(b) 21 października 1930 wykluczony z WKP(b) „za błędy prawicowo-oportunistyczne”, 21 marca 1931 odzyskał członkostwo partii, w tym samym roku ponownie usunięty, w lutym 1932 przywrócony w prawach członka partii.
9 października 1932 po raz trzeci i ostateczny wykluczony z WKP(b), 11 października 1932 skazany przez Kolegium OGPU na 3 lata zesłania do Tary w Syberii Zachodniej. W 1933 aresztowany w związku ze sprawą Martemiana Riutina. 16 kwietnia 1933 skazany przez Kolegium OGPU na 5 lat łagrów jako członka „grupy antypartyjnej”. W łagrze kilkakrotnie usiłował popełnić samobójstwo.
W okresie wielkiego terroru, w czasie pobytu w łagrze 17 grudnia 1936 aresztowany przez NKWD, przewieziony do Moskwy, ponownie poddany śledztwu i 26 maja 1937 skazany na śmierć przez Kolegium Wojskowe Sądu Najwyższego ZSRR pod zarzutem przynależności do antyradzieckiej organizacji terrorystycznej. Rozstrzelany tego samego dnia. Ciało skremowano w krematorium na Cmentarzu Dońskim, prochy pochowano anonimowo.
17 marca 1959 pośmiertnie zrehabilitowany postanowieniem Kolegium Wojskowego SN ZSRR.